# Cypseloides
Cypseloides – rodzaj ptaków z podrodziny cierniosterników (Cypseloidinae) w rodzinie jerzykowatych (Apodidae).

## Zasięg występowania
Rodzaj obejmuje gatunki występujące w Ameryce.

## Morfologia
Długość ciała 14–18 cm; masa ciała 23–98 g.

## Systematyka

### Etymologia
- Cypseloides: rodzaj Cypselus Illiger 1811 (jerzyk); gr. -οιδης -oidēs „przypominający”[7].
- Acanthylops (Achantylops): gr. αχαντιον akhantion „mały oset” (por. rodzaj Acanthylis H. Boie, 1826 (kominiarczyk)); ωψ ōps, ωπος ōpos „wygląd”[8]. Gatunek typowy: Hemiprocne fumigata Streubel, 1848.
- Nephoecetes: gr. νεφος nephos „chmura”; οικητης oikētēs „mieszkaniec”, od οικεω oikeō „mieszkać”[9]. Gatunek typowy: Hirundo nigra J.F. Gmelin, 1789.

### Podział systematyczny
Do rodzaju należą następujące gatunki:
- Cypseloides cherriei Ridgway, 1893 – cierniosternik okularowy
- Cypseloides cryptus J.T. Zimmer, 1945 – cierniosternik białobrody
- Cypseloides storeri Navarro, Peterson, Escalante & Benitez, 1992 – cierniosternik białoczelny
- Cypseloides niger (J.F. Gmelin, 1789) – cierniosternik czarny
- Cypseloides lemosi Eisenmann & Lehmann, 1962 – cierniosternik kolumbijski
- Cypseloides rothschildi J.T. Zimmer, 1945 – cierniosternik brązowy
- Cypseloides fumigatus (Streubel, 1848) – cierniosternik okopcony
- Cypseloides senex (Temminck, 1826) – cierniosternik ciemny